# مؤتمر الأمم المتحدة للتغير المناخي 2015
مؤتمر باريس بشأن تغير المناخ (بالفرنسية: Conférence de Paris sur le climat) هو مؤتمر وقمة دولية جرت في العاصمة الفرنسية باريس بين 30 نوفمبر و11 ديسمبر 2015. ويعتبر هذا المؤتمر النسخة 21 من مؤتمر الأطراف في اتفاقية الأمم المتحدة المبدئية بشأن التغير المناخي، وكذلك النسخة 11 من الدول الحاضرة فاجتماعات الأطراف لاتفاقية كيوتو.
كل سنة، المشاركين في هذا المؤتمر يجتمعون لإقرار إجراء ات بهدف الحد من الاحترار العالمي ل2 درجات فقط. هذه الاتفاقية تقر بوجود «تغير مناخي مصدره الإنسان، ويعطي للبلدان الصناعية الأسبقية في تحمل مسؤولية مكافحة هذه الظاهرة».

هذه القمة الدولية ستقع في معرض مطار باريس لو بورجيه. من المقرر أن ينتهي المؤتمر باتفاق دولي حول المناخ، ينطبق على كل الدول، بهدف الحد من الاحترار العالمي في حدود 2 درجات بحلول سنة 2100. بمناسبة عقد هذا المؤتمر، ستقوم فرنسا بغلق حدودها وتعليق العمل بنظام شينجن لمدة شهر بين 13 نوفمبر و13 ديسمبر، وذلك بسبب خطر وقوع هجمات إرهابية، بعد هجمات باريس وما تبعها من هجمات إرهابية، وإرجاع نظام المراقبة والجمارك والديوانة الحدودية وفي المطارات والموانئ ومحطات القطار، ويمكنها ذلك وفقا للفقرة الثانية من الفصل 121 من اتفاقية شينجن.

## الإتفاق
يدعو الإتفاق جميع الدول الغنية والفقيرة بالتعهد باتخاذ إجراءات بشأن تغيير المناخ بحصر احترار الأرض بأقل من درجتين مئويتين فوق المستوى الذي كان عليه قبل الثورة الصناعية. ومن المقرر أن يحل الاتفاق محل بروتوكول كيوتو الذي سينتهي العمل به سنة 2020. كما سيتم توقيع الوثيقة في نيويورك بمقر الأمم المتحدة في 22 أبريل 2016 وسيدخل حيز التنفيذ بعد المصادقة عليه من قبل 55 دولة تطلع ما لا يقل عن 55% من الغازات الدفيئة.

## المفاوضات
محتوى الهدف من المحادثات هو تقليل انبعاثات الغازات الدفيئة للحد من ارتفاع الاحترار العالمي. بعدما عُقد مؤتمر الأمم المتحدة للتغير المناخي عام 2011 عُينت الزيادة بمقدار درجتين مئويتين (3.6 °فهرنهايت) فوق مستويات ما قبل الصناعة. غير أن كريستيانا فيغيريس محللة المناخ أقرت بصحفي في مؤتمر الأمم المتحدة للتغير المناخي عام 2012 بأن : "التعهدات الحالية المندرجة في إطار الالتزام الثاني لبروتوكول كيوتو غير كافية بوضوح لتضمن بأن درجة الحرارة سوف تبقى تحت درجتين مئويتين، وهناك فجوة كبيرة بين ما تفعله الدول وبين ما يخبره لنا العلم"
أثناء مفاوضات مناخية سابقة، أتفقت الدول على متابعة المبادرات المتخذه من قبلهم بإتفاقية عالمية، بحلول 1 أكتوبر 2015. سُميت هذه الأتفاقات بالاشتراكات المقررة على الصعيد الوطني. وهي تسعى للتقليل من الاحترار العالمي من درجة مقدرة بـ 4-5 درجات مئوية (بحلول 2100) حتى 2.7 درجة مئوية، وتقليل الانبعاثات لكل فرد بنسبة 9% بحلول 2030.

## فرنسا، البلد المضيف
لقد تم ترشيح فرنسا لاستضافة هذا الموعد في عام 2015 من طرف رئيس الجمهورية فرانسوا هولاند في سبتمبر 2012، ولقد دعمت المجموعة الإقليمية في منظمة الأمم المتحدة هذا الترشيح في 12 أبريل مما مهد الطريق للتعيين الرسمي في خلال مؤتمر الأطراف في وارسو في نوفمبر 2013، وقد قرّرت فرنسا تنظيمه في باريس، في موقع لو بورجيه الذي يعتبر أفضل موقع من الناحية اللوجيستية لاستقبال الوفود الرسمية، وتم تصميمه بطريقة تيسّر عمليات التبادل والتقارب بين الوفود بمساحتة تقدر ب160 ألف متر مربّع لاستقبال 40 ألف شخص من أعضاء وفود 195 بلدا والاتحاد الأوروبي، وممثلي ألفي جمعية ومنظمة غير حكومية، وزهاء 3 آلاف صحافي و 20 ألف زائر، مما يعطي مجالا واسعا للمجتمع المدني للتعبير عن آرائه، وتسهيل عمل وسائط الإعلام الوافدة من جميع أنحاء العالم. ويعتبر هذا الحدث أضخم مؤتمر يعقد في فرنسا منذ توقيع الإعلان العالمي لحقوق الإنسان في باريس عام 1948.

## القادة المشاركين
في 28 نوفمبر 2015، أعلن وزير الخارجية لوران فابيوس أن 158 رئيس دولة وحكومة سيكون حاضر وفي المجمل سيكون هناك 195 وفدا حاضرا من الدول.
- جنوب إفريقيا: جاكوب زوما، رئيس جنوب أفريقيا
- الجزائر: عبد المالك سلال، رئيس الوزراء الجزائري
- تونس: الحبيب الصيد، رئيس الوزراء التونسي
- أنغولا: مانويل دومينغوس فيسنتي، رئيس أنغولا
- بنين: يايي بوني، رئيس البنين
- بوتسوانا: إيان خاما، رئيس بوتسوانا
- الكاميرون: بول بيا، رئيس الكاميرون
- الرأس الأخضر: خوسيه ماريا نيفيس، رئيس وزراء الرأس الأخضر
- جزر القمر: إكليل ظنين، رئيس جزر القمر
- ساحل العاج: الحسن واتارا، رئيس جمهورية ساحل العاجل
- جيبوتي: إسماعيل عمر جيله، رئيس جيبوتي
- مصر: عبد الفتاح السيسي، رئيس مصر
- إثيوبيا: هايله مريم ديساليغنه، رئيس وزراء أثيوبيا
- الغابون: علي بونغو أونديمبا، رئيس الغابون
- غانا: جون دراماني ماهاما، رئيس غانا
- غينيا بيساو: خوسيه ماريو فاز، رئيس غينيا بيساو
- غينيا الاستوائية: تيودورو أوبيانغ، رئيس غينيا الاستوائية
- كينيا: أوهورو كينياتا، رئيس كينيا
- ليسوتو: ليتسي الثالث، ملك ليسوتو
- مدغشقر: هيري راجاوناريمامبيانينا، رئيس مدغشقر
- المغرب: محمد السادس بن الحسن، ملك المغرب
- موريشيوس: أمينة غريب فقيم، رئيس موريشيوس
- النيجر: محمد يوسفو، رئيس النيجر
- موريتانيا: محمد ولد عبد العزيز، رئيس موريتانيا
- موزمبيق: كارلوس أغوستينو دو روزاريو، رئيس وزراء الموزمبيق
- ناميبيا: هاغي غينغوب، رئيس ناميبيا
- نيجيريا: محمد بخاري، رئيس نيجيريا
- جمهورية إفريقيا الوسطى: محمد كمون، رئيس جمهورية أفريقيا الوسطى
- جمهورية الكونغو: ديني ساسو نغيسو، رئيس جمهورية الكونغو
- رواندا: بول كاغامه، رئيس رواندا
- ساو تومي وبرينسيب: باتريس تروفوادا، رئيس وزراء ساو تومي وبرينسيب
- السنغال: ماكي سال، رئيس السنغال
- إسواتيني: برنابا سيبوسيسو دلاميني، رئيس وزراء سوازيلاند
- تشاد: إدريس دبي، رئيس تشاد
- توغو: فور غناسينغبي، رئيس توغو
- زيمبابوي: روبرت موغابي، رئيس زيمبابوي

- جزر البهاما: بيري كريستي، رئيس وزراء باهاماس
- باربادوس: فروندل ستيوارت، رئيس وزراء باربادوس
- كوستاريكا: آنا هيلينا شاكون، رئيس كوستاريكا
- كوبا: ميغل دياز كانل، نائب رئيس كوبا
- غرينادا: كايث ميتشل، رئيس وزراء غرينادا
- غواتيمالا: خوان ألفونسو فوينتس، رئيس غواتيمالا
- هايتي: ميشيل مارتيلي، رئيس هايتي
- هندوراس: خوان أورلاندو هيرنانديز، رئيس هندوراس
- المكسيك: إنريكه بينيا نييتو، رئيس المكسيك
- بنما: خوان كارلوس فاريلا، رئيس بنما
- جمهورية الدومينيكان: دانيلو ميدينا، رئيس جمهورية الدومينيكان
- سانت كيتس ونيفيس: تيموثي هاريس، رئيس حكومة سانت كيتس ونيفيس

- كندا: جاستن ترودو، رئيس وزراء كندا
- الولايات المتحدة: باراك أوباما، رئيس الولايات المتحدة

- الأرجنتين: أمادو بودو، نائب رئيس الأرجنتين
- بوليفيا: إيفو مورالس، رئيس بوليفيا
- البرازيل: ديلما روسيف، رئيس البرازيل
- تشيلي: ميشال باشيلي، رئيس تشيلي
- كولومبيا: خوان مانويل سانتوس، رئيس كولومبيا
- الإكوادور: رفاييل كوريا، رئيس الإكوادور
- باراغواي: هوراسيو كارتس، رئيس الباراغواي
- بيرو: أويانتا هومالا، رئيس البيرو
- ترينيداد وتوباغو: أنطوني كارمونا، رئيس ترينيداد وتوباغو
- فنزويلا: نيكولاس مادورو، رئيس فنزويلا

- تركيا: رجب طيب أردوغان، رئيس تركيا
- أفغانستان: أشرف غني أحمدزي، رئيس أفغانستان
- أذربيجان: إلهام علييف، رئيس أذربيجان
- بنغلاديش: شيخة حسينة واجد، رئيس وزراء بنغلاديش
- بروناي: حسن البلقية، سلطان بروناي
- كمبوديا: نورودوم سيهاموني، ملك كمبوديا
- الصين: شي جين بينغ، رئيس جمهورية الصين الشعبية
- كوريا الجنوبية: باك غن هي، رئيسة كوريا الجنوبية
- جورجيا: إيراكلي غاريباشفيلي، رئيس وزراء جورجيا
- الهند: ناريندرا مودي، رئيس وزراء الهند
- إندونيسيا: جوكو ويدودو، رئيس إندونيسيا
- اليابان: شينزو آبي، رئيس وزراء اليابان
- كازاخستان: كريم ماسيموف، رئيس وزراء كازاخستان
- قرغيزستان: ألمازبيك أتامباييف، رئيس قيرغيزستان
- منغوليا: تشياغين البجدورج، رئيس منغوليا
- باكستان: نواز شريف، رئيس وزراء باكستان
- الفلبين: بنيغنو آكينو، رئيس الفلبين
- سريلانكا: مايتريبالا سيريسينا، رئيس سريلانكا
- طاجيكستان: إمام علي رحمن، رئيس طاجيكستان
- تايلاند: برايوت تشان أوتشا، رئيس وزراء تايلاند
- فيتنام: نغوين تان دونغ، رئيس وزراء فيتنام

- ألبانيا: بوجار نيشاني، رئيس ألبانيا
- ألمانيا: أنغيلا ميركل، مستشارة الاتحاد الألماني
- أندورا: أنطوني مارتي، رئيس حكومة أندورا
- أرمينيا: سيرج سركسيان، رئيس أرمينيا
- النمسا: فيرنر فايمان، مستشار النمسا
- بلجيكا: شارل ميشيل، رئيس وزراء بلجيكا
- بلغاريا: روزين بلفنلفيك، رئيس بلغاريا
- قبرص: نيكوس أناستاسيادس، رئيس قبرص
- كرواتيا: زوران ميلانوفيتش، رئيس وزراء كرواتيا
- الدنمارك: لارس لوكه راسموسن، رئيس وزراء الدنمارك
- إسبانيا: ماريانو راخوي، رئيس وزراء إسبانيا
- إستونيا: تافي رويفاس، رئيس وزراء إستونيا
- فنلندا: ساولي نينيستو، رئيس فنلندا
- فرنسا: فرانسوا أولاند، رئيس الجمهورية الفرنسية
- اليونان: أليكسيس تسيبراس، رئيس وزراء اليونان
- المجر: يانوش أدير، رئيس المجر
- جمهورية أيرلندا: إندا كيني، رئيس الحكومة الأيرلندي
- آيسلندا: سيغموند ديفيد غونلوغسون، رئيس وزراء آيسلندا
- إيطاليا: ماتيو رينزي، رئيس وزراء إيطاليا
- كوسوفو: عاطفة يحيى آغا، رئيس الكوسوفو
- ليتوانيا: داليا غريباوسكايتي، رئيسة جمهورية ليتوانيا
- لوكسمبورغ: كزافييه بيتل، رئيس وزراء لوكسمبورغ
- مقدونيا: جورجي إيفانوف، رئيس مقدونيا
- مالطا: جوزيف موسكات، رئيس وزراء مالطا
- مولدوفا: نيكولاي تيموفتي، رئيس مولدوفا
- موناكو: ألبير الثاني، أمير موناكو
- الجبل الأسود: فيليب فويانوفيتش، رئيس الجبل الأسود
- النرويج: إرنا سولبرغ، رئيس وزراء النرويج
- هولندا: مارك روته، رئيس وزراء هولندا
- بولندا: بياتا سيدلو، رئيسة وزراء بولندا
- جمهورية التشيك: بوهيوسلاف سوبوتكا، رئيس وزراء التشيك
- رومانيا: كلاوس يوهانيس، رئيس رومانيا
- المملكة المتحدة: ديفيد كاميرون، رئيس وزراء المملكة المتحدة
- روسيا: فلاديمير بوتين، رئيس روسيا
- صربيا: توميسلاف نيكوليتش، رئيس صربيا
- سلوفينيا: ميرو سيرار، رئيس وزراء سلوفينيا
- السويد: ستيفان لوفن، رئيس وزراء السويد
- سويسرا: سيمونيتا سوماروغا، رئيسة الاتحاد السويسري
- أوكرانيا: بترو بوروشنكو، رئيس أوكرانيا
- الفاتيكان: بيترو بارولين، الكاردينال وزير الخارجية

- السعودية: سلمان بن عبد العزيز آل سعود، ملك السعودية
- البحرين: سلمان بن حمد آل خليفة، ملك البحرين
- قطر: تميم بن حمد بن خليفة آل ثاني، أمير قطر
- اليمن: خالد محفوظ بحاح، نائب الرئيس ورئيس الوزراء اليمني
- العراق: فؤاد معصوم، رئيس العراق
- فلسطين: محمود عباس، رئيس السلطة الوطنية الفلسطينية
- إسرائيل: بنيامين نتانياهو، رئيس وزراء إسرائيل
- الأردن: عبد الله الثاني بن الحسين، ملك الأردن
- لبنان: تمام سلام، رئيس وزراء لبنان

- أستراليا: مالكولم تورنبول، رئيس وزراء أستراليا
- فيجي: فرانك باينيماراما، رئيس وزراء فيجي
- جزر كوك: هنري بونا، رئيس وزراء جزر كوك
- جزر مارشال: كريستوفر لويك، رئيس جزر مارشال
- كيريباتي: أنوتي تونغ، رئيس كيريباتي
- ولايات ميكرونيسيا المتحدة: بيتر كريستيان، رئيس ولايات ميكرونيسيا المتحدة
- ناورو: بارون واكا، رئيس ناورو
- نيوزيلندا: جون كي، رئيس وزراء نيوزيلندا
- بالاو: تومي رمنجساو، رئيس بالاو
- بابوا غينيا الجديدة: بيتر نويل، رئيس وزراء بابوا غينيا الجديدة
- ساموا: تويلايبا سايليلي ماليليغاوا، رئيس وزراء ساموا
- توفالو: إنال سوبواغا، رئيس وزراء توفالو

- الأمم المتحدة: بان كي مون، أمين عام الأمم المتحدة
- الاتحاد الأوروبي: جان كلود يونكر، رئيس المفوضية الأوروبية

## الشركاء

### الدولة والقطاع العام
| الوزارات الرئيسية (أنظر القائمة هنا): - وزارة الخارجية. - وزارة البيئة والتنمية المستدامة والطاقة. - وزارة التربية الوطنية. - وزارة الاقتصاد والمالية. - وزارة الداخلية. - وزارة الزراعة. - كتابة الدولة للتعليم العالي والبحث. | السلطات المحلية: - مدينة لو بورجيه. - مدينة باريس. - إقليم سين سان دوني. - منطقة إيل دو فرانس. المشغلين العامين: - 25 وكالة وإدارة وشركة ومركز معروفين في فرنسا وخارجها. |

### الشركات والرعاة
53 شركة فرنسية ودولية يمثلون شركاء ورعاة هذا المؤتمر (أنظر القائمة الكاملة هنا) ويمكن أن نذكر منهم:
| - الهيئة الذاتية للنقل في باريس. - نقابة النقل في إيل دو فرانس - لا بوست. - كهرباء فرنسا. - تحالف رينو-نيسان. - شنايدر إليكتريك. | - مطارات باريس. - إيكيا. - أل في أم أش - مويت هنسي لوي فيتون. - أورانج. - ميشلان. - جوجل. | - بي إن بي باريبا. - سانوفي. - كارفور. - الخطوط الجوية الفرنسية. - فيليبس. - جينيرالي. | - لوريال. - تي في 5 موند. - فرنسا الاعلام العالمي. - وكالة فرانس برس. - بوما. |

## مقالات ذات صلة
- مؤتمر الأمم المتحدة للتغير المناخي 2016
- الهيئة الحكومية الدولية المعنية بتغير المناخ
- مطار باريس لو بورجيه
- مؤتمر الامم المتحدة للتغير المناخي

## روابط خارجية
- الموقع الرسمي للمؤتمر نسخة محفوظة 5 ديسمبر 2015 at the Library of Congress.